# Elezioni presidenziali negli Stati Uniti d'America del 1796
Le elezioni presidenziali degli Stati Uniti d'America del 1796 si sono tenute tra il 4 novembre e il 7 dicembre, e sono state la terza elezione presidenziale della storia degli Stati Uniti. I due principali candidati erano il vicepresidente in carica John Adams e Thomas Jefferson: il primo prevalse sul secondo sia nel voto popolare sia nel voto dei Grandi elettori, diventando presidente. Tuttavia, a causa del metodo di voto del Collegio elettorale, Jefferson venne eletto vicepresidente, rendendo questa l'unica elezione presidenziale statunitense in cui presidente e vicepresidente provenivano da ticket diversi.
A differenza delle due precedenti elezioni (in cui George Washington aveva prevalso senza opposizioni) l'elezione del 1796 fu aspramente contestata. La campagna elettorale vide molti attacchi dai federalisti verso i democratici-repubblicani (accostati alla Rivoluzione francese) e di questi ultimi verso i federalisti (accusati di essere troppo vicini alla Gran Bretagna).
Poiché il Collegio elettorale votava contemporaneamente per le cariche di presidente e vicepresidente, le elezioni del 1796 si caratterizzarono per l'elezione di entrambi i principali contendenti (Adams e Jefferson) alle posizioni di presidente e vicepresidente. I problemi del sistema di voto si ripresentarono nelle elezioni del 1800, e portarono nel 1804 all'approvazione del XII emendamento della Costituzione.
Questa elezione favorì la formazione del First Party Sistem, e stabilì una rivalità tra la Nuova Inghilterra (federalista) e gli stati meridionali (democratico-repubblicani), con gli Stati di mezzo a fare da ago della bilancia.

## Sistema elettorale
Come in tutte le altre elezioni presidenziali statunitensi, il presidente non era eletto direttamente dai cittadini, ma da un Collegio elettorale, i cui componenti erano eletti in modo diverso da Stato a Stato: in alcuni erano scelti dal relativo parlamento (Connecticut, Delaware, New Jersey, New York, Rhode Island, Carolina del Sud, Vermont), in altri erano eletti tramite collegi uninominali (Kentucky, Maryland, Carolina del Nord, Virginia), in altri ancora con un unico collegio per l'intero Stato (Georgia, Pennsylvania), mentre Massachusetts, New Hampshire e Tennessee impiegavano sistemi misti.
Il Collegio elettorale era formato da 138 elettori (in aumento rispetto ai 132 della precedente elezione anche a causa dell'ammissione del Tennessee), ognuno dei quali aveva a disposizione due voti da esprimersi contemporaneamente: il candidato che otteneva più voti diventava presidente, mentre il secondo vicepresidente. Entrambi i voti erano per la carica di presidente; non esisteva una candidatura ufficiale a vicepresidente.

## Candidati
A causa del sistema elettorale, ogni partito presentava diversi candidati, in alcuni casi in competizione fra loro.
Tra i federalisti, il candidato principale era John Adams, vicepresidente in carica e una delle figure principali del periodo rivoluzionario; il principale candidato alla vicepresidenza era invece Thomas Pinckney, ex governatore della Carolina del Sud. Altri candidati erano Oliver Ellsworth, John Jay, James Iredell, Samuel Johnston e Charles Cotesworth Pinckney.
Tra i democratici-repubblicani, il candidato presidenziale era Thomas Jefferson, mentre il principale candidato vicepresidenziale era Aaron Burr; altri candidati erano Samuel Adams, George Clinton e John Henry.

## Risultati

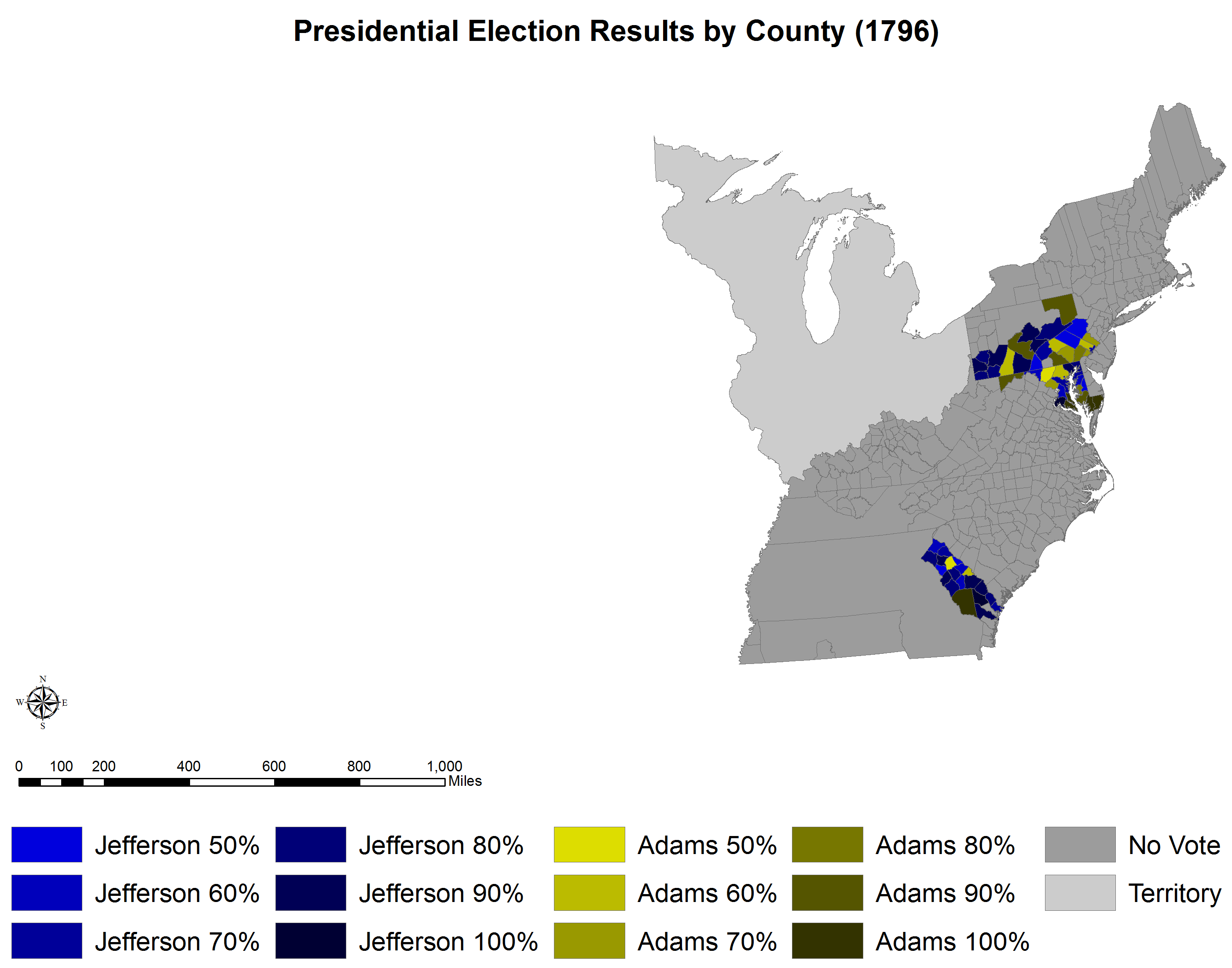
Risultati del voto popolare per contea. Il blu indica un maggior numero di voti per Jefferson, il giallo per Adams.

Non tutti gli Stati organizzarono un voto popolare per scegliere i Grandi elettori. Il Partito Federalista ottenne più voti, sebbene i democratico-repubblicani riuscirono a eleggere più membri del Collegio elettorale (55 rispetto a 33 dei federalisti).
| Partito                          | Voti   | Percentuale |
| -------------------------------- | ------ | ----------- |
| Partito Federalista              | 35.726 | 53,4%       |
| Partito Democratico-Repubblicano | 31.115 | 46,6%       |
| Totale                           | 66.814 | 100.0%      |

A causa del sistema nel Collegio elettorale, nel caso in cui tutti i membri di un partito avessero votato compatti per entrambi i loro candidati, si sarebbe avuta una parità (e quindi il presidente sarebbe stato scelto dalla Camera dei rappresentanti). Entrambi i partiti intendevano aggirare questa possibilità evitando che alcuni dei loro elettori votassero per uno dei due candidati (quello che avrebbe dovuto diventare vicepresidente); tuttavia, questo schema era complicato sia dalla lentezza delle comunicazioni tra i diversi Stati (che rendeva più difficile coordinare i voti, dal momento che il Collegio elettorale non si riuniva in seduta unica per votare) sia dalle voci che alcuni elettori democratici-repubblicani avrebbero votato per Pinckney (candidato vicepresidente federalista) in modo da farlo diventare presidente. Il risultato finale fu che troppi elettori federalisti non votarono per Pinckney, facendo eleggere presidente Adams ma permettendo a Jefferson di ottenere la vicepresidenza.
| Candidato                   | Partito                  | Stato di provenienza | Voti |
| --------------------------- | ------------------------ | -------------------- | ---- |
| John Adams                  | Federalista              | Massachusetts        | 71   |
| Thomas Jefferson            | Democratico-Repubblicano | Virginia             | 68   |
| Thomas Pinckney             | Federalista              | Carolina del Sud     | 59   |
| Aaron Burr                  | Democratico-Repubblicano | New York             | 30   |
| Samuel Adams                | Democratico-Repubblicano | Massachusetts        | 15   |
| Oliver Ellsworth            | Federalista              | Connecticut          | 11   |
| George Clinton              | Democratico-Repubblicano | New York             | 7    |
| John Jay                    | Federalista              | New York             | 5    |
| James Iredell               | Federalista              | Carolina del Nord    | 3    |
| George Washington           | Nessuno                  | Virginia             | 2    |
| John Henry                  | Democratico-Repubblicano | Maryland             | 2    |
| Samuel Johnston             | Federalista              | Carolina del Nord    | 2    |
| Charles Cotesworth Pinckney | Federalista              | Carolina del Sud     | 1    |